# Art comestible

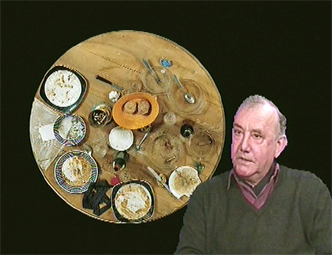
Daniel Spoerri amb una de les seves taules de menjar

L'art comestible és un corrent d'art efímer dintre de l'art en l'ús dels aliments, que va aparèixer dins del moviment artístic del nou realisme a la dècada de 1960. L'art comestible no era una producció d'objectes, però alguns existeixen a través d'una nova edició de la seva realització, com la que es va organitzar per a la galeria Jeu de Paume a París l'any 2002.
Daniel Spoerri va ser el primer a utilitzar elements comestibles com a obra d'art. Els seus menjars-espectacle organitzats en galeries d'art com un restaurant efímer, presentaven els anomenats quadres-trampa on enganxava amb resina restes de menjar sobre unes taules de fusta, que certificava amb la inscripció:«dono fe que —per a qui té ulls per veure— és autèntica». Spoerri l'any 1968 va mostrar també a Düsseldorf els aspectes efímers d'aquest art i va utilitzar el menjar com a suport mural, on van participar d'altres artistes com Arman, André Thomkins i Dieter Roth, aquest últim va crear unes Salsitxes de literatura a base d'embotir als budells de les salsitxes, picat de llibres amb greix i espècies que es van conservar fins a la seva putrefacció.
Es va organitzar per aquest mateix grup un Sopar caníbal amb la farsa de la creació d'una còpia humana —amb un motlle tret d'un cos humà— i pintat amb or comestible, proposant al dinar aliments ordinaris però amb una presentació emfasitzada amb aspectes caníbals, com el pa elaborat amb forma de peus, la pasta imitant dits de les mans amb salsa de tomàquet, orelles amb mantega, etc.
Entre 1969 i 1973 Antoni Miralda i Dorothée Selz van presentar accions artístiques amb festes i menjars reals acolorits. Com a protesta contra la Guerra del Vietnam Miralda, va organitzar un Banquet patriòtic on les banderes comestibles van estar exposades fins a la putrefacció.